# Revolver Saint Etienne, model 1892
Revolverul Saint Etienne, model 1892, cunoscut și ca Revolver Lebel sau Saint Etienne 8mm, a fost un revolver produs de Fabrica de armanment Saint-Étienne, din Franța, ca înlocuitor a revolverului MAS 1873. El a fost armamentul individual standard pentru ofițerii francezi în timpul Primului Război Mondial. 
Modelul 1892 este un revolver cu cadru fix, cu cilindrul montat separat pe un braț basculant spre dreapta, pentru încărcarea manuală. Modelul a intrat în serviciu în anul 1893, fiind folosit de armata și poliția franceză până la mijlocul anilor 1960. 
Beneficiind de o mecanică și un finisaj foarte bune, revolverul trăgea cu cartușe de 8 mm, cu o putere de penetrare echivalentă cu aceea a cartușelor .32 ACP.

## Istoric
Deși inițial fusese proiectat pentru a servi ca armă individuală doar pentru ofițerii Armatei Franceze, revolverul a fost fabricat în peste  350.000 de exemplare, între 1892-1924. A fost în înzestrarea forțelor terestre, jandarmeriei și marinei franceze.
Revolverul mai este numit, în mod eronat, revolver Lebel, după numele colonelului Nicolas Lebel, deși nu există nici o evidență a implicării despre vre-o implicare a lui Lebel în dezvoltarea armei sau a muniției aferente.
Revolverul a fost înlocuit în serviciu de pistoale semiautomate în 1935, dar multe exemplare au fost folosite pe timpul celui de-Al Doilea Război Mondial.

## Construcție
Revolverul a fost proiectat original pentru a utiliza cartușe de 8 mm, cu pulbere neagră, asemănătoare celor de tipul O.32-20 WCF. Modelele ulterioare, produse pe timpul Primului Război Mondial și după aceea, utilizau aceleași cartușe de 8 mm, dar cu pulbere fără fum.
Revolverul Model 1892 este o armă cu dublă acțiune și cadru fix, accesul la camerele de încărcare făcându-se prin bascularea cilindrului încărcător („butoiașul”) către dreapta. Prin această mișcare, erau extrase și cartușele trase. După reîncărcare, cilindrul era fixat în cadru și zăvorât. În plus, plăseaua stângă putea fi rotită spre înapoi prin intermediul unei balamale, pentru a permite accesul la mecanismul interior pentru curățare și ungere. Aceste părți erau numerotate individual pentru a indica ordinea în care trebuiau demontate. 
Anul de fabricație a fiecărei arme era gravat pe partea dreaptă a țevii, în formatul S 1895.  Inscripția Mle 1892 era gravată manual la vârful țevii. Pistolul era purtat într-un toc mare de piele, împreună cu 12 cartușe suplimentare.

## Utilizatori
- Belgia[3]
- Cehoslovacia[4]
- Franța[1]
- Monaco[5]
- Spania[3]
- Elveția[1]
- România [6]:p. 40

La începutul Primului Război Mondial, în înzestrarea Armatei României erau 11.189 de arme și 1.733.050 de cartușe, folosite ca armament individual pentru ofițerii din forțele terestre, marină și aviație.:p. 40